# Luis Monreal Tejada
Luis Monreal Tejada (Zaragoza, 15 de mayo de 1912-Barcelona, 1 de noviembre de 2005) fue un historiador del arte español.

## Trayectoria
Fue profesor de Historia del Arte en la Universidad de Barcelona, en la Escuela Superior de Bellas Artes de San Jorge, en la Escuela de Bibliotecarias de Barcelona y en el Instituto del Teatro de Barcelona.
Monreal ejerció de crítico de arte y de música en periódicos y revistas durante veinticinco años (1933-1958) y fue comisario de zona del Patrimonio Artístico Nacional para Cataluña, Valencia y Baleares. Además fue miembro de número de la Real Academia de Buenas Letras de Barcelona, donde entró con el discurso de ingreso: La Ingeniería Militar en las Crónicas Catalanas en 1971.
También fue miembro de número de la Academia Española de Gastronomía, de la Real Academia de San Fernando de Madrid y de la Real Academia de Nobles y Bellas Artes de San Luis de Zaragoza. Fue presidente de honor de la Asociación Española de Amigos de los Castillos, además de consultor y miembro del consejo asesor de la firma Sotheby's España. Le galardonaron con la Medalla de Oro al Mérito en las Bellas Artes en 1999, ya que era experto en historia del arte.
Entre su amplia obra publicada destacan Iconografía del cristianismo, Arte y guerra civil y Las orillas del arte además de Els castells medievals de Catalunya, en colaboración con Martín de Riquer (tres tomos) y la La pintura en los grandes museos: en colaboración con su hijo Luis Monreal Agustí (siete volúmenes).
- Datos: Q5984005